# Urtica australis
Urtica australis är en nässelväxtart som beskrevs av Joseph Dalton Hooker. Urtica australis ingår i släktet nässlor, och familjen nässelväxter. Inga underarter finns listade i Catalogue of Life.